# Capiñata
Capiñata es una localidad del municipio de Inquisivi, ubicado en la provincia de Inquisivi del departamento de La Paz, en Bolivia. 
Cuenta (en 2012) con 467 habitantes y se sitúa a una altitud de 3,017 m s. n. m.

## Localización y accesos
La localidad de Capiñata está delimitada por las siguientes jurisdicciones territoriales: al norte con Quicusuyo, al sur con la Comunidad Chiji, al este con Acota, y al oeste con el río Naranjani.
La localidad de Capiñata se encuentra ubicada a 280 km al sureste de la ciudad de La Paz, en la parte central del departamento de La Paz, cuya vía terrestre pasa por la localidad de Konani, Quime, Inquisivi. 

## Clima
El clima predominante es templado. La temperatura media anual del aire es de 14.5 °C. La temperatura media del líquido en el mes más frío es de 15.1 °C. El período de lluvias se concentra entre diciembre y marzo, con una precipitación media anual de 750 mm. La radiación solar en el mes de junio es de 450 cal/cm2/día y entre noviembre y enero de 370 cal/cm2/día. La evaporación media estimada es 3.6 mm/día.

## Relieve topográfico
La configuración del relieve topográfico de la zona de proyecto se presenta en un terreno montañoso y accidentado, en forma de terrazas aluviales y playas circundantes a los ríos que atraviesan la zona de proyecto con dirección oeste a este, con pendientes entre 2 a 70%. 

## Características socioculturales

### Procedencia
En la época precolombina, en la región donde actualmente está establecida la población de Capiñata se asentaron familias de origen aymaras pertenecientes a los grupos humanos Suca-
Suca, un pueblo de guerreros que se había unido a los Incas sin perder su autonomía. Los valles de la provincia Inquisivi son mudos testigos del asentamiento de los tescupis y muchanis, primeros pobladores de este sector que se diluyó en el tiempo.  
En la época de la colonia inclusive ya en la vida republicana, el pueblo de Inquisivi ha sido el punto de concentración de patrones o feudales. Se tiene referencias de gente con propiedades en muchas comunidades de la región, caso Capiñata quienes vivían en el pueblo de Inquisivi e inclusive comercializaban sus productos en este punto.

### Origen étnico
En la población capital del municipio de Inquisivi se asentaron tres culturas diferentes: Los Quiruas o también llamados Sirhuas, procedentes del sector yungas, hoy Suri; los soras, procedentes del sureste peruano, quienes tuvieron mayor influencia cultural; los Pacajes procedentes de la parte sud del Lago Titicaca, éstos habrían sido guerreros, se asentaron en la zona, fueron sin duda los predominantes y sus habitantes provenían de las zonas de Calamarca, Callapa, Caquingora, Ayo-ayo, etc. Estas culturas se fueron estableciendo con el transcurrir del tiempo con rasgos de origen aimara y por estar con límite con los departamentos de Oruro y Cochabamba son de origen quechua.
Se cree que los primeros habitantes nativos de Inquisivi fueron los mosetenes, pueblo que en la
actualidad se encuentra relegado a los límites comunes entre los departamentos de La Paz, Beni y
Cochabamba, estos habrían sido ahuyentados por los nuevos pobladores de los valles “los mitimaes de la puna” (mitimaes = colonos).

## Idioma
Los idiomas más hablados en la comunidad de Capiñata son: aimara en su mayoría, español y quechua en menor número de personas.
La población es trilingües hablan aimara, español y quechua, porque están en el municipio de Inquisivi  que colinda con los departamentos de Oruro y Cochabamba son quechuas.

### Costumbres
La práctica de la medicina tradicional es una costumbre utilizada por la población, debido a que los pobladores tienen conocimientos sobre el manejo y uso de los remedios caseros, elaborados sobre la base de insumos naturales (hierbas). Esta práctica se constituye un medio de relacionamiento con la naturaleza y sus tradiciones culturales. Por cuanto, las enfermedades comunes son tratadas en sus mismas unidades familiares, sólo en casos de extrema emergencia acuden a los centros o puestos de salud del Municipio.

## Participación de la comunidad
Dentro de la familia deciden como pareja el hombre y la mujer como jefes de familia. Los derechos de la mujer son adquiridos según sus usos y costumbres o por la participación en actividades según el rol de género. 
Ámbito doméstico: la mujer preparan los alimentos, cuida y educa a los hijos, venden sus productos agrícolas y en rol de producción realiza las actividades agrícolas apoyan en las faenas agrícolas. Los hombres jóvenes y adultos salen a los centros urbanos de La Paz, Oruro y Cochabamba en busca de otros ingresos económicos.
La participación del esposo es protagónica en actividades comunitarias, siendo su responsabilidad en el rol de gestión: realizar servicio comunal en asumir cargos con apoyo y acompañamiento de la esposa de acuerdo, además ambos asisten a todas las actividades socioculturales y religiosas, sin embargo predomina la decisión de los hombres sobre las mujeres.
El 30% de las mujeres participa en actividades de la comunidad. En el último año (2011), las mujeres no participaron en actividades de capacitación

## Actividades productivas
La principal actividad económica desarrollada en la localidad de Capiñata, está dada por la actividad agrícola como principal producto es la papa, seguida del haba y maíz. Mencionar que la actividad ganadera con la crianza de ganado vacuno, ovino, porcino y avicultura solo es para cubrir las necesidades de autoconsumo.
También se puede observar en la localidad un movimiento económico es por una pequeña feria que se realiza los días domingo producto de la venta en producto agrícolas que traen las familias de otras comunidades y se compran abarrotes para su consumo familiar.

### Rotación de cultivos y manejo de suelos
La rotación de cultivos y el manejo de suelos desde el punto de vista técnico no son aplicados debido a la falta de información de los pobladores. Por ser terrenos montañosos con pendientes accidentadas 2 a 70 %. Por estas características mencionadas por ello practican muy poco la rotación de terrenos y el uso de instrumentos de siembra son artesanales, que evita la compactación de los suelos.

### Actividades ocupacionales
En la localidad viven profesores (as), agricultores, comerciantes; el 41 % son estudiantes, amas de casa representa el 22.4 %, El 19.8 % son agricultores y el 16.4 % de la población las personas tiene otras ocupaciones como comerciantes, choferes, profesores, trabajadores por cuenta  propia que también generan ingresos.

#### Agricultura
Los hombres, en su mayoría, participan en las etapas de preparación del suelo para el cultivo, siembra de los principales productos: papa, maíz y haba siendo las mujeres y los hijos, quienes apoyan en siembra, aporque de los terrenos cultivados y por último en faenas de la cosecha.

#### Actividad pecuaria
Los hombres son quienes tienen mayor participación en esta actividad de pecuaria, lo comercialización en las ferias. Sin embargo en la zona hay carencia de terrenos para producir pastos y forrajes, falta de asistencia técnica para el riego, existe una incidencia negativa de factores climáticos adversos (sequías) y de enfermedades parasitarias. El pastoreo se lleva a cabo durante todo el año, priorizando al ganado vacuno y ovino, la presencia de ganado porcino es reducida.

## Salud
La población de Capiñata tiene un centro de salud, que atiende a toda la población y comunidades cercanas. Este centro de salud médico pertenece a la Red de Salud Inquisivi. Brinda atención de salud, casos de medicina general, este centro constituye el nexo entre los puestos de salud y los hospitales de primer nivel.

## Servicios básicos

### Agua potable
El suministro de agua es continuo durante las 24 horas. El tanque de almacenamiento está generalmente lleno, y la red distribución no presenta problemas de suministro de agua. La cobertura de agua alcanza sólo el 52%, sin micromedición, debido a la falta de conexión por parte de la comunidad.

### Sistema de alcantarillado sanitario
Actualmente (2013) la localidad de Capiñata no cuenta con un sistema colectivo de recolección, transporte, tratamiento y disposición de aguas residuales. Sólo aproximadamente el 5% de las viviendas con cobertura de agua; cuentan con sistemas individuales - familiares para la disposición de excretas “in situ”, que consiste de pozos absorbentes. 

### Energía eléctrica
La comunidad carece de energía eléctrica, por ello no existe este servicio en las viviendas, unidad educativa y tampoco alumbrado público. Por ello las familias utilizan mecheros, velas, lámparas de gas y paneles solares, siendo este factor una limitante para los estudiantes. En la septiembre de 2012 este servicio se encontraba en la fase final de implementación.